# Musée archéologique national de Madrid
Pour les articles homonymes, voir Musée archéologique national.
Le musée archéologique national (museo arqueológico nacional) d'Espagne est situé à Madrid, dans le palais de la bibliothèque et des musées nationaux, à côté de la place Colomb, partageant ses locaux avec la Bibliothèque nationale d'Espagne.

## Histoire
Le musée a été fondé en 1867 par un décret royal de la reine Isabelle II, sa vocation étant d'être un lieu de dépôt pour les collections royales espagnoles de numismatique, d’archéologie, d’ethnographie et d’arts décoratifs.
Le musée a été notamment dirigé par Juan de Dios de la Rada y Delgado (1894–1900), José Amador de los Ríos (1900–1916), Martín Almagro Basch (1968-1981) et Martín Almagro Gorbea (1998-1999).
En 1895, les dépôts furent transférés dans la bâtisse actuelle (1866-1892), une construction néoclassique de l'architecte Francisco Jareño. En 1968 débutèrent des travaux de rénovation et d'extension qui augmentèrent considérablement sa superficie.
Le 31 mars 2014 a été inauguré le nouveau musée archéologique national, à la suite d’une restructuration complète. Fermé depuis plus deux ans, et pour un coût supérieur à 51,7 millions d'euros, l'établissement situé près du musée du Prado a été remodelé de fond en comble. La surface utile, passant de plus de 19 000 à 23 303 m2, a été optimisée afin de faciliter au public une circulation plus libre au milieu d'une collection plus ample de pièces présentées. Les patios couverts accueillent en outre la bibliothèque et les services internes. L'équipement technologique est lui aussi plus moderne. La nouvelle présentation de la collection fait suite à un programme de conservation et de restauration réalisé par la Direction Générale des Beaux-Arts et des Biens Culturels et par les Archives et Bibliothèques du ministère de l'Éducation, de la Culture et des Sports. L'édifice a été adapté à tout public, facilitant son accès aux personnes handicapées.

## Collections
Les collections actuelles comprennent entre autres des antiquités préhistoriques, celtes, ibériques, grecs et romaines et des objets médiévaux (wisigothiques, musulmans et chrétiens).

### Protohistoire
Les salles consacrées à la Protohistoire de la péninsule ibérique (1er étage) exposent des pièces d'un certain nombre de peuples pré-romains existant approximativement au cours du 1er millénaire av. J.-C., ainsi que de la colonisation punique-phénicienne. Le premier comprend des objets de la culture talayotique, des artefacts ibériques, celtiques et tartessiens. La collection de sculptures ibériques du sud et du sud-est de la péninsule ibérique est particulièrement remarquable, notamment des sculptures en pierre telles que l'emblématique Dame d'Elche, la Dame de Baza, la Dame de Galera, la Dame de Cerro de los Santos, la Biche de Balazote, le Taureau d'Osuna, le Sphinx d'Agost, l’un des deux sphinx d'El Salobral ou le Mausolée de Pozo Moro,,.
- La Dame d'Elche, buste féminin en calcaire, haut de 56 cm, daté du Ve ou IVe siècle av. J.-C., découverte en 1897 sur le site romain de l'Alcudia, à 2 km au sud d'Elche, près d'Alicante. Son dos comporte une cavité sphérique de 18 cm de diamètre, qui pouvait contenir des offrandes ou des reliques.
- La Dame de Baza : statuette en pierre polychrome du IVe siècle av. J.-C. découverte en 1971 dans le Cerro del Santuario, nécropole de l'antique cité de Basti (Baza), dans la province de Grenade.
- La Dame de Cerro de los santos
- Biche de Balazote
- Le Taureau d'Osuna
- L'Acrobate d'Osuna
- La Lionne de Baena

Sculptures ibériques
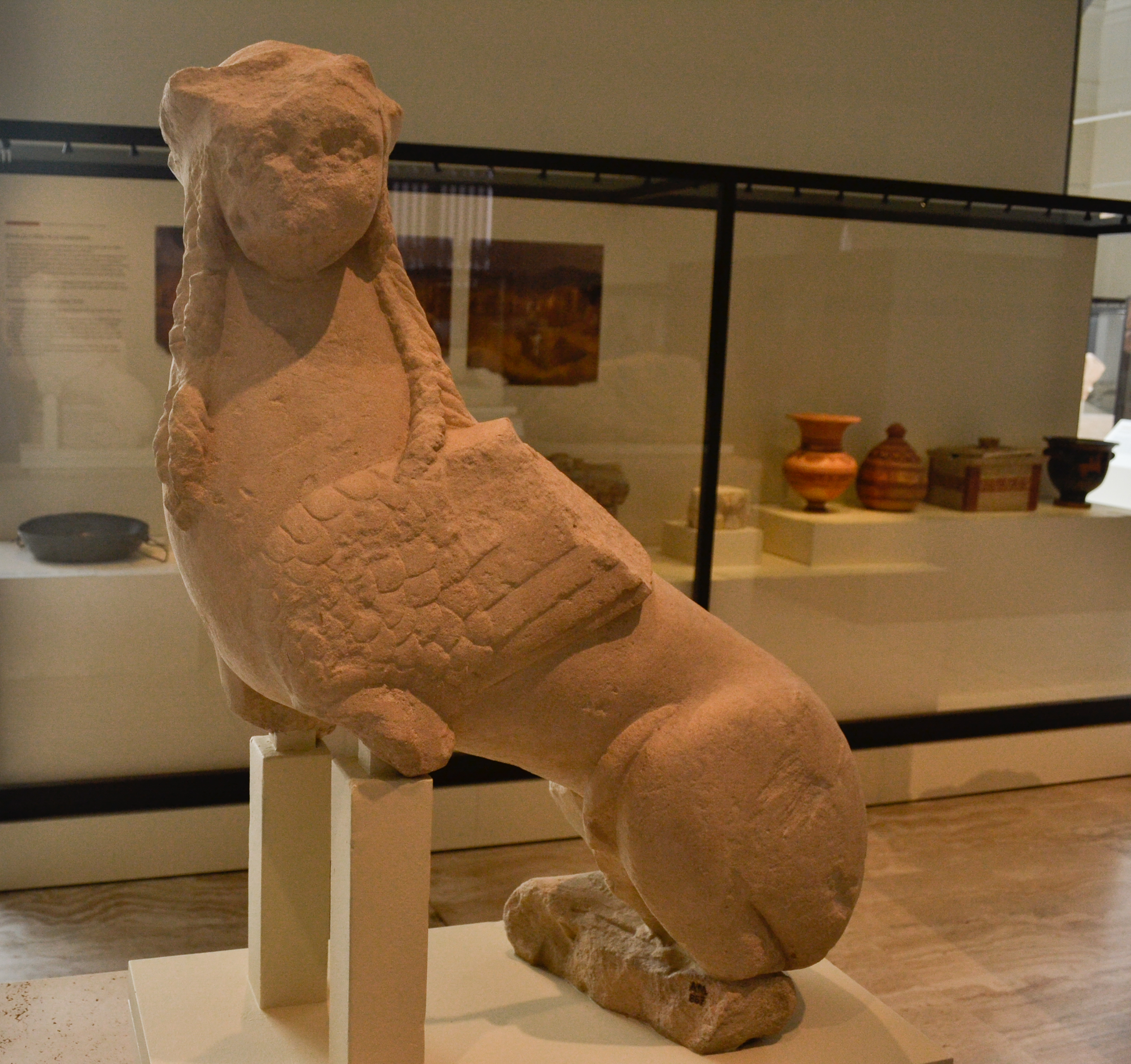
Sphinx d'Agost
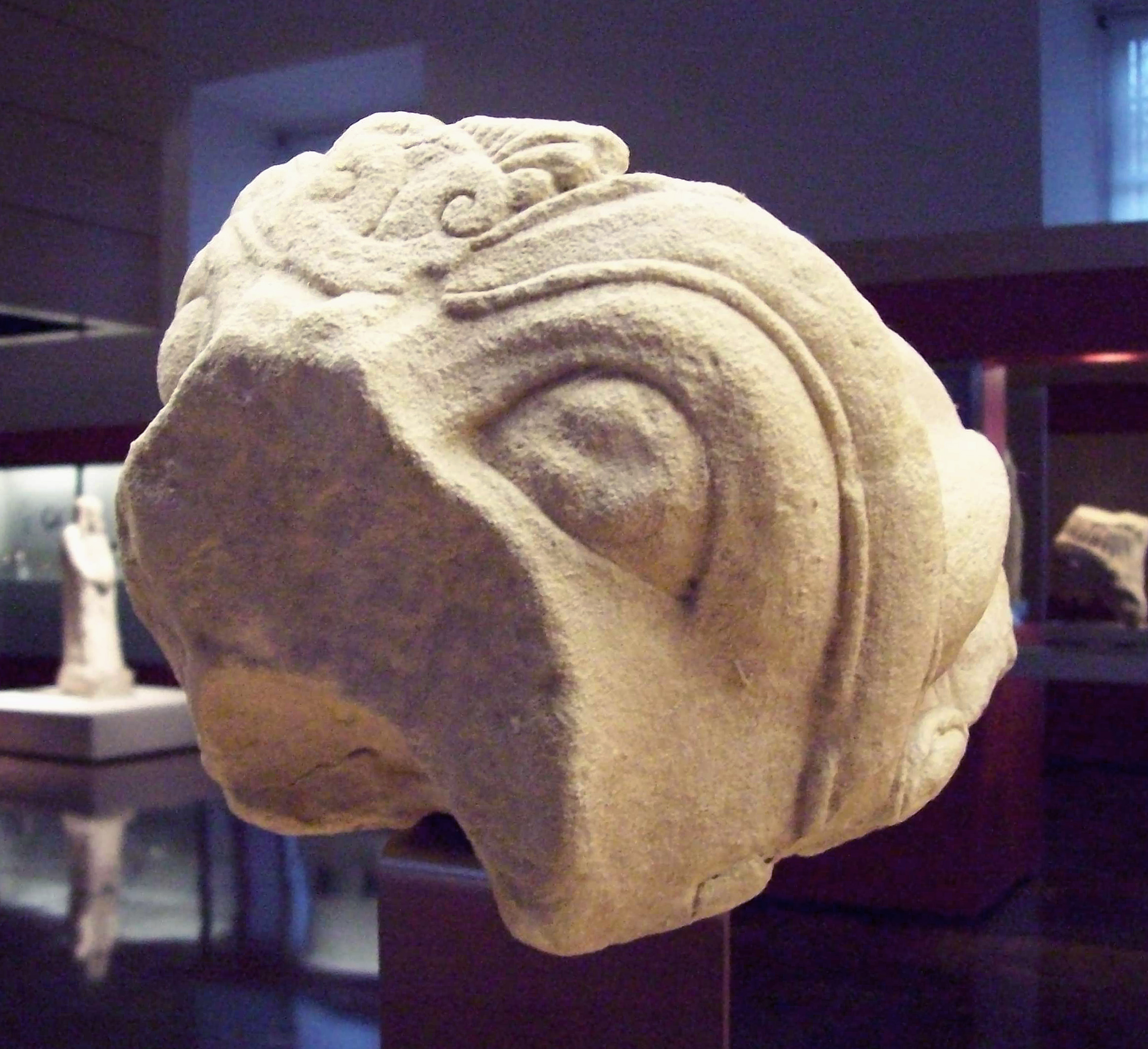
Griffon de Redován
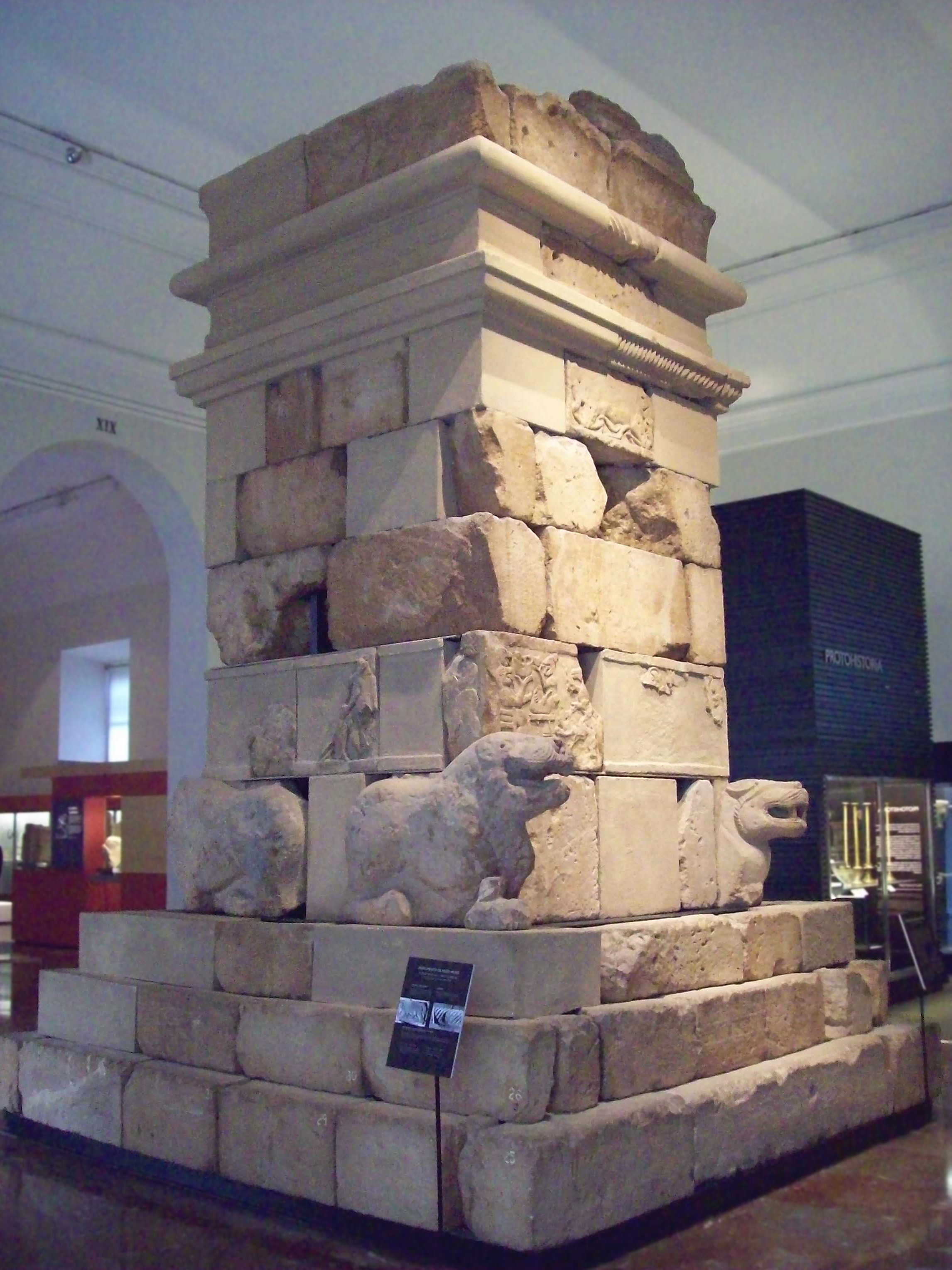
Mausolée de Pozo Moro
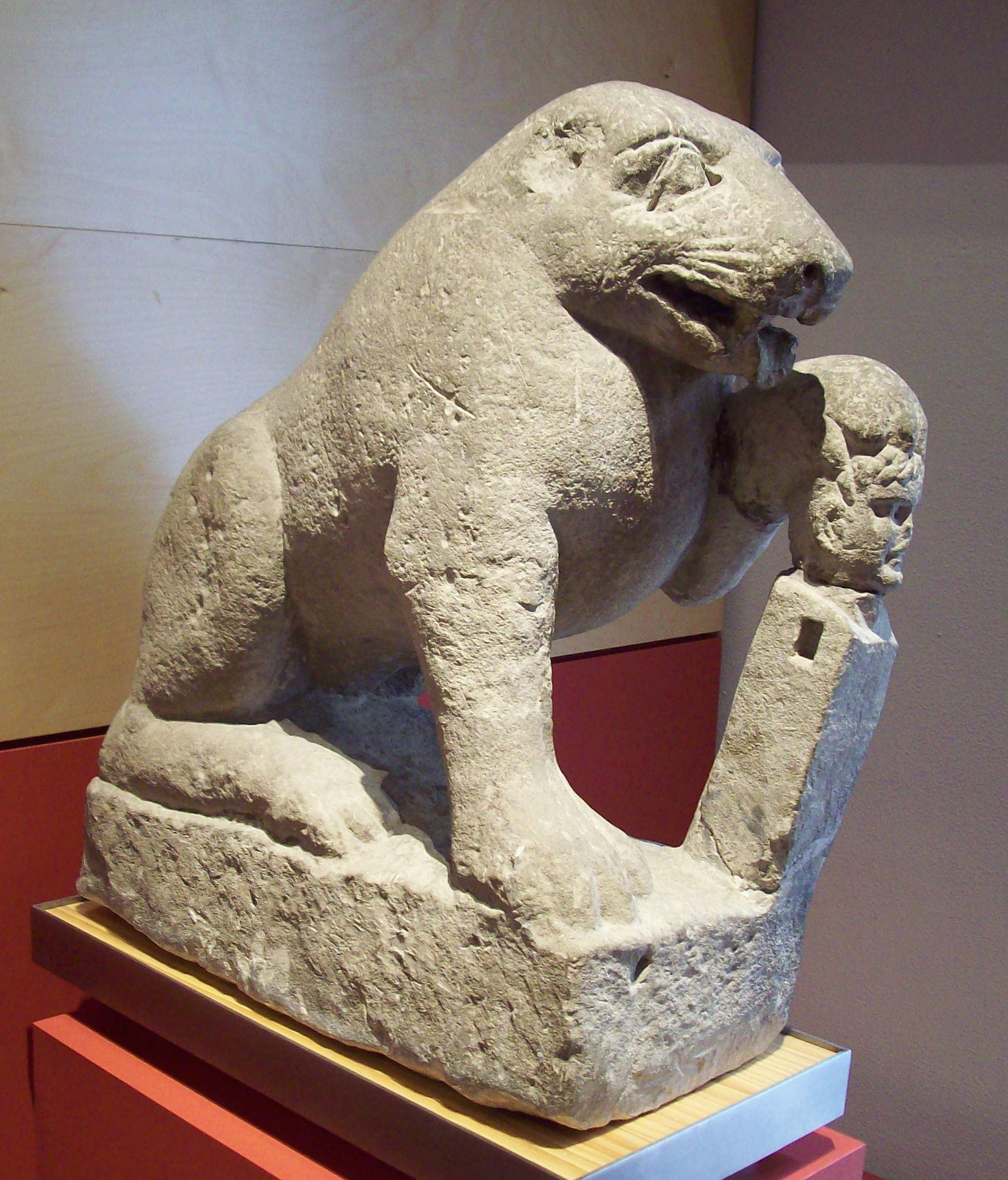
Ours de Porcuna

- Lionne de Baena
- Dame de Baza
- Dame de Cerro de los Santos
- Dame d'Elche
- Biche de Balazote
- Taureau d'Osuna
- Acrobate d'Osuna

- Le Sphinx d'Agost, de la fin du VIe siècle av. J.-C., sculpture de l'époque ibérique avec influence hellénique, trouvée en 1893 ;
- Le Griffon de Redován, sculpture ibérique trouvée en 1893 à Redován, province d'Alicante ;
- Le Mausolée de Pozo Moro, monument funéraire ibérique découvert en 1970 dans la commune de Chinchilla de Monte-Aragón, Province d'Albacete.
- L'Ours de Porcuna, sculpture ibérique trouvée en 1926 à Porcuna, Province de Jaén.

Sculptures ibériques
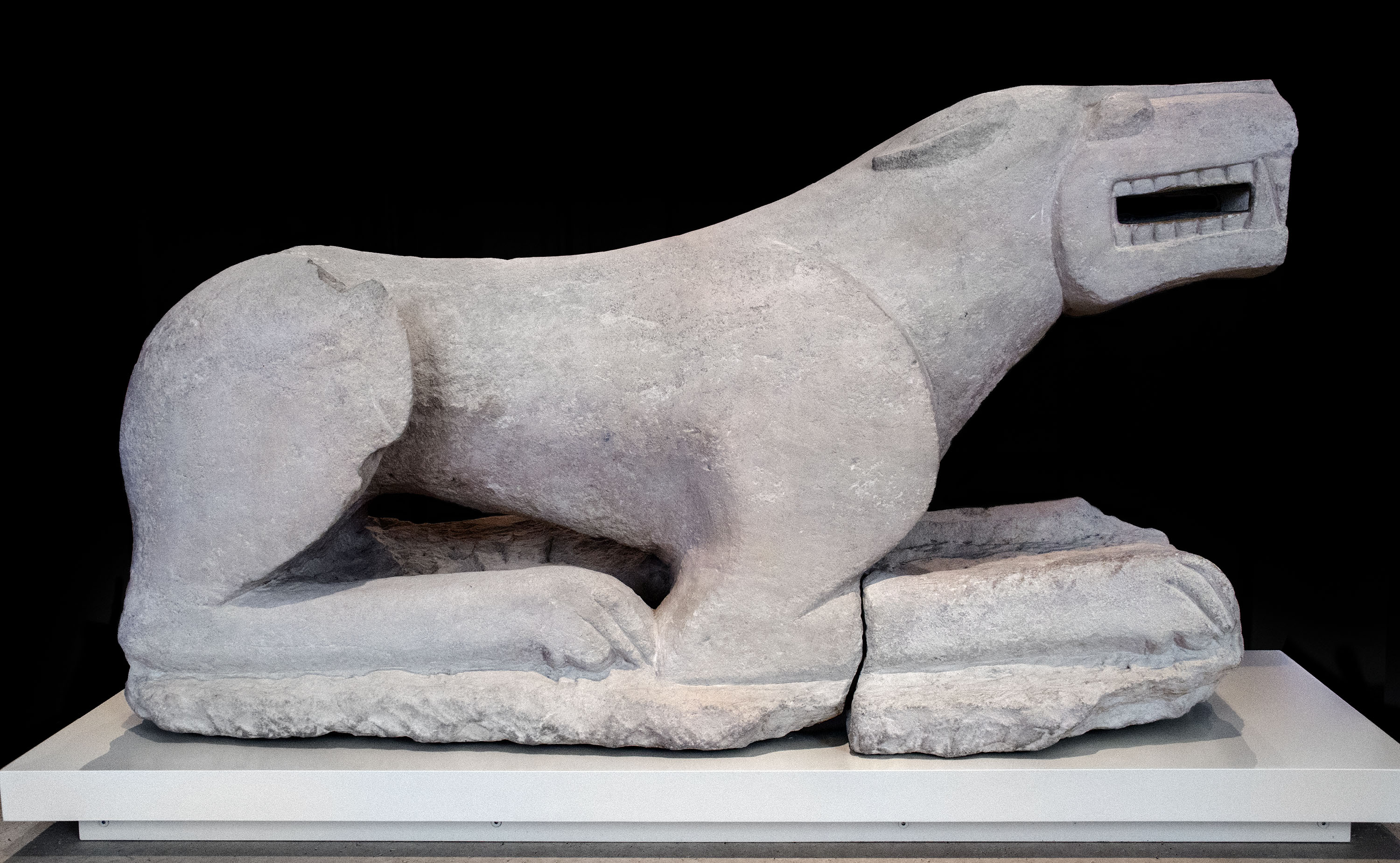
Lionne de Baena
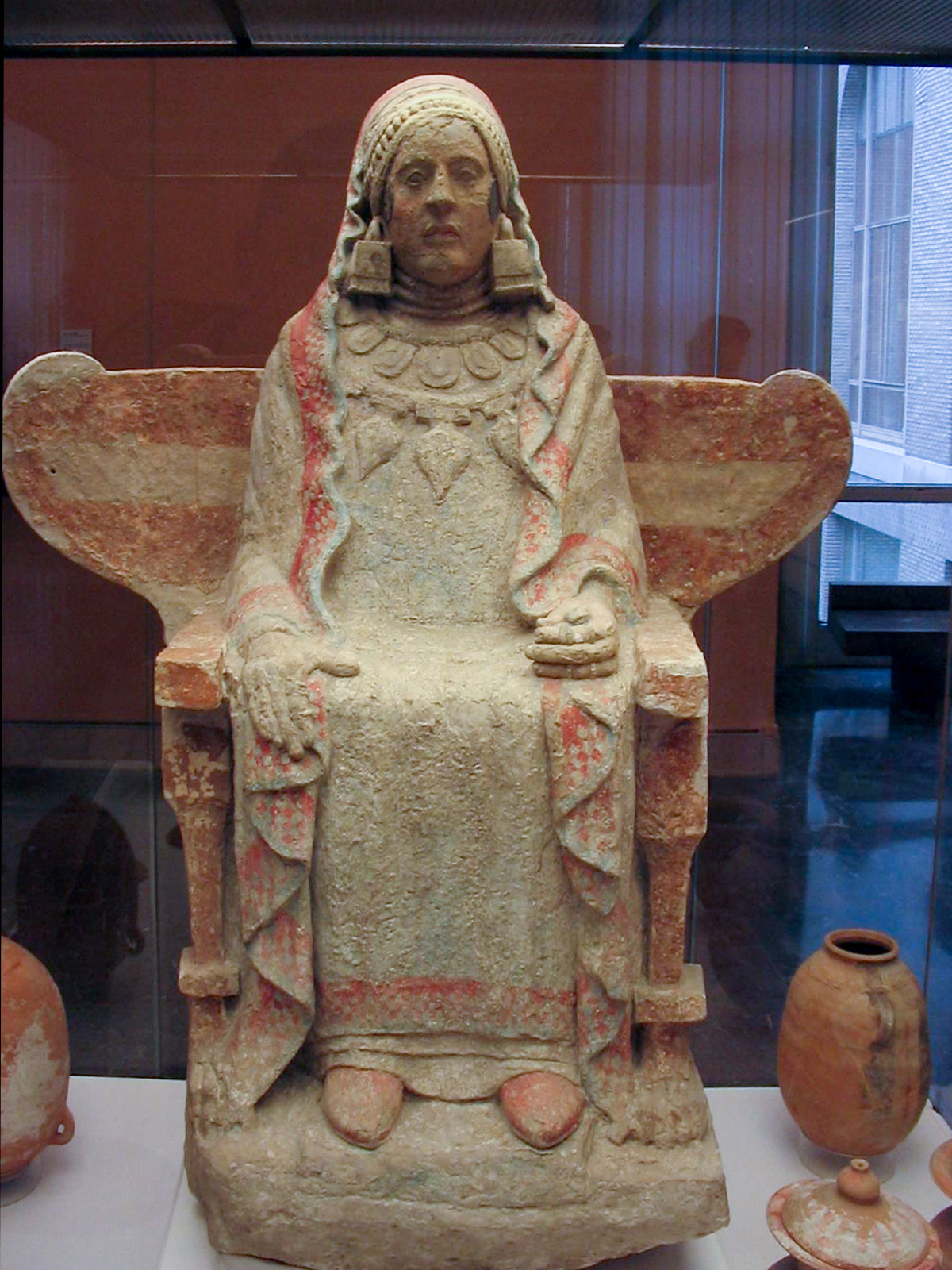
Dame de Baza
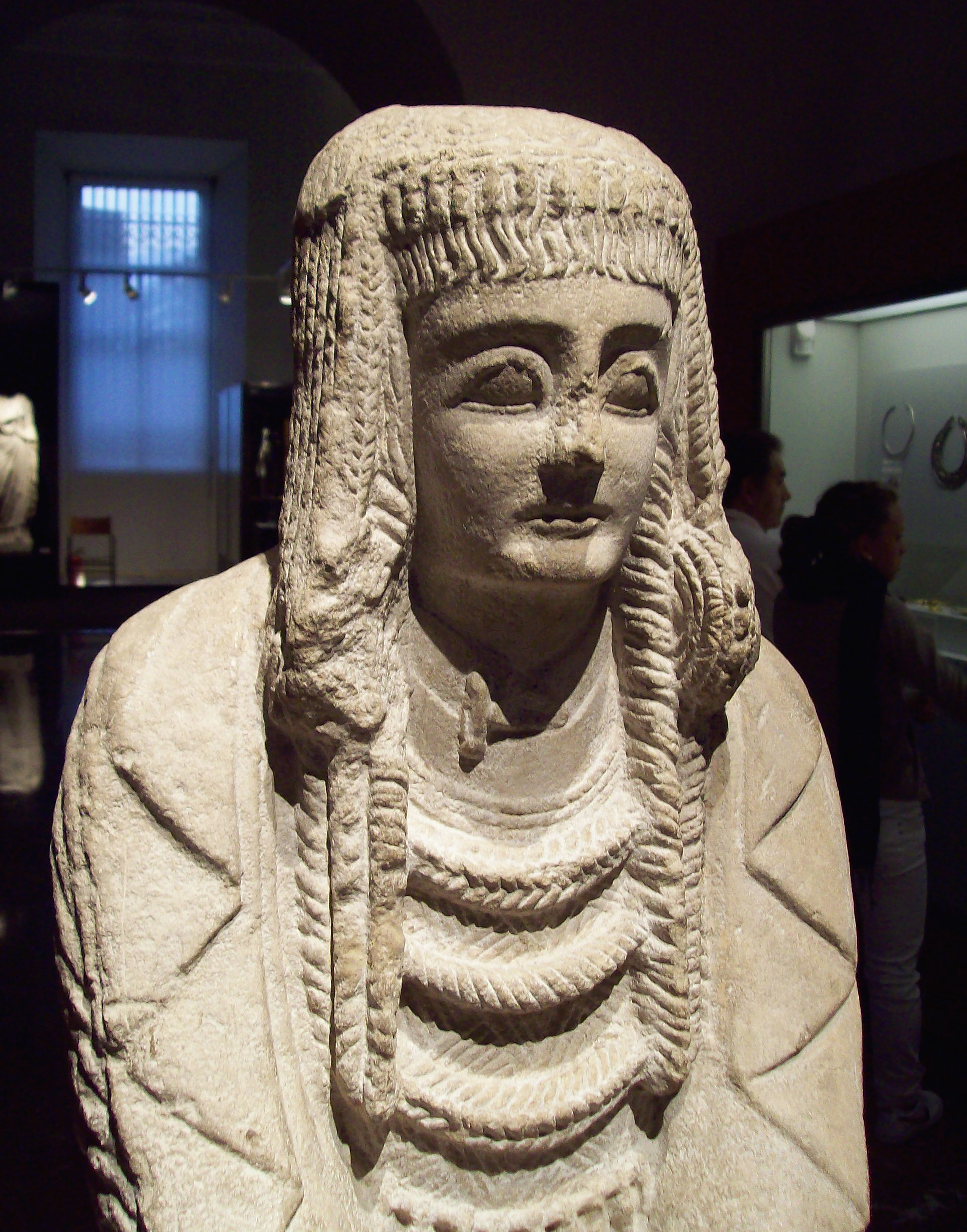
Dame de Cerro de los Santos
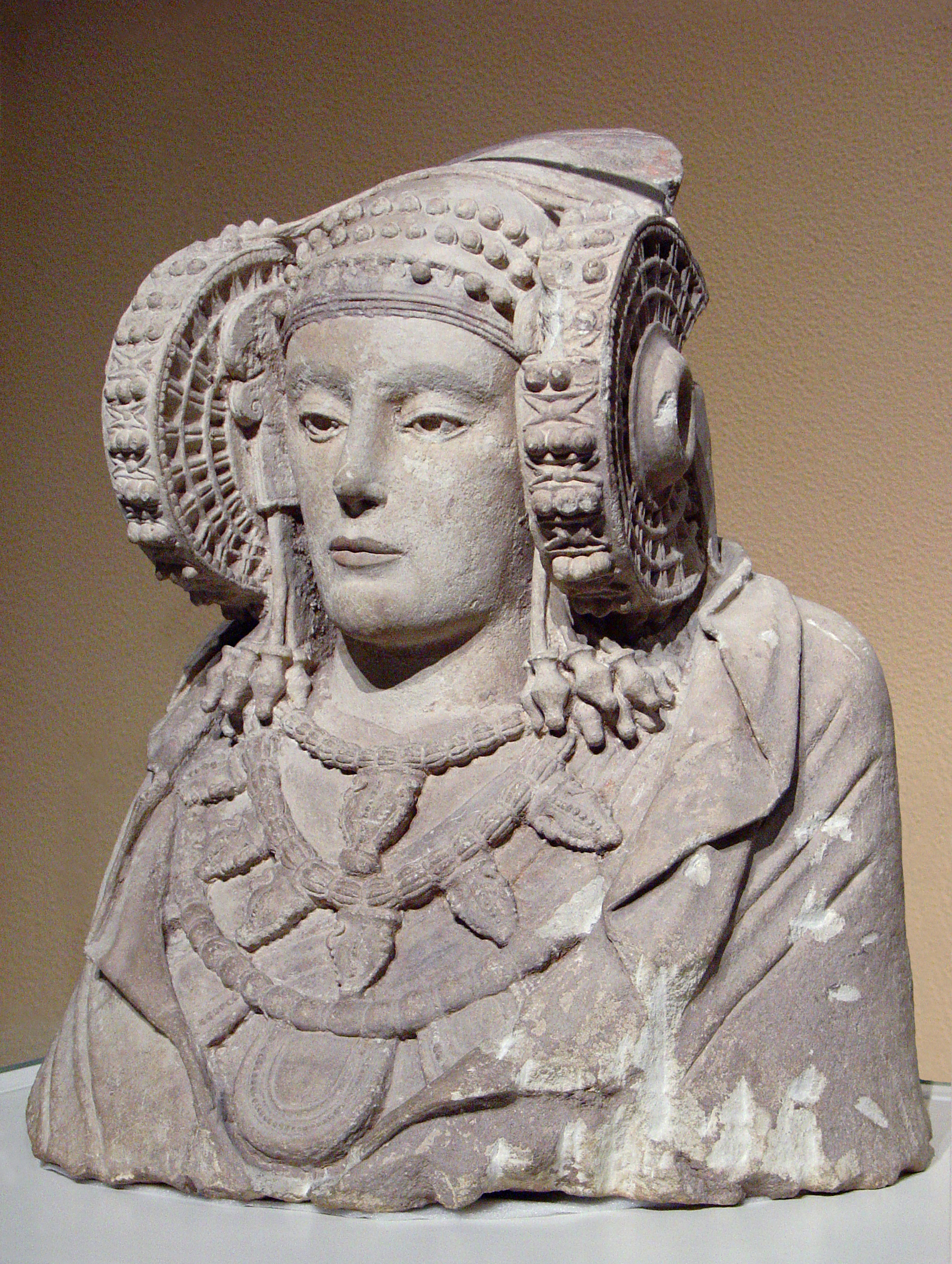
Dame d'Elche
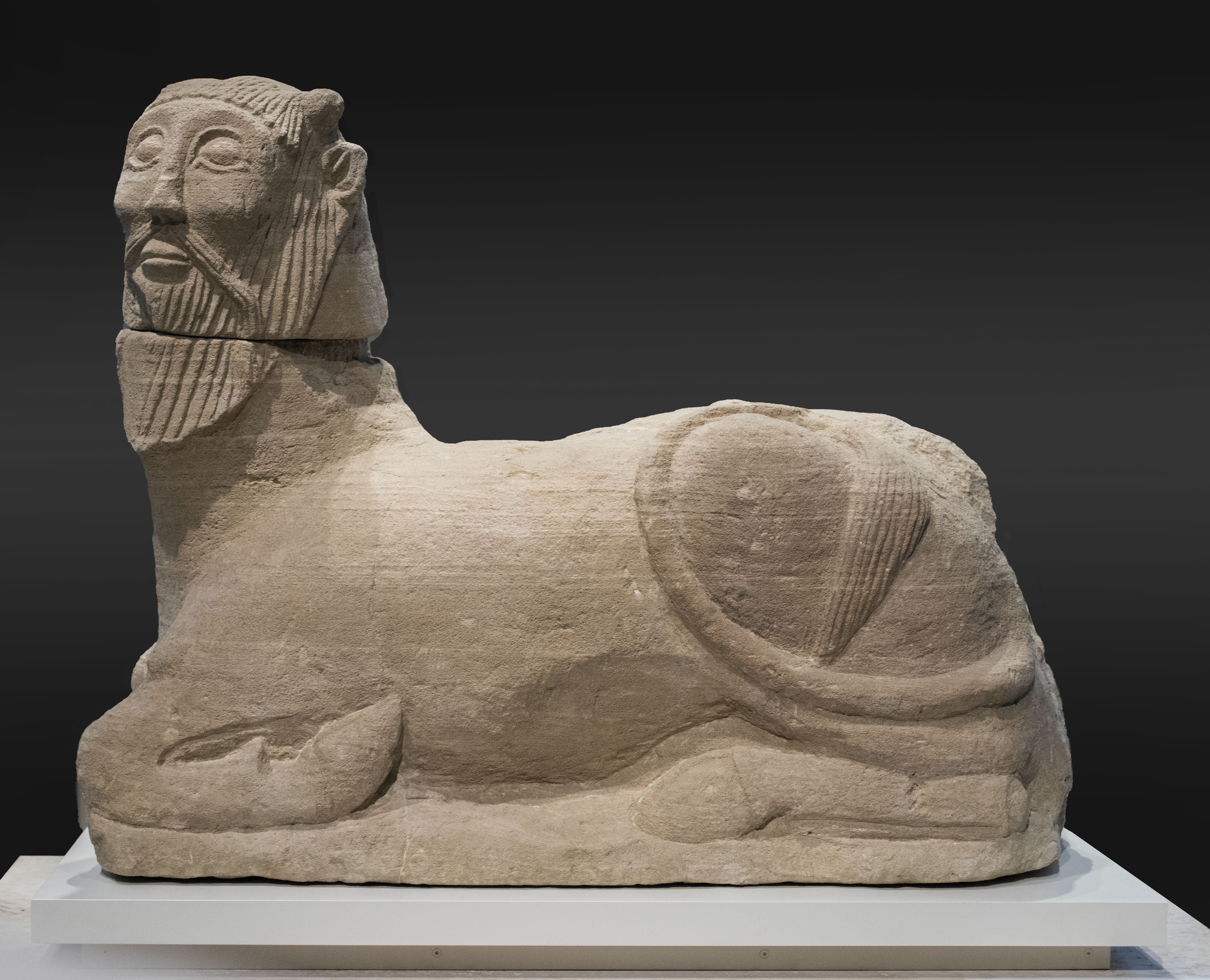
Biche de Balazote
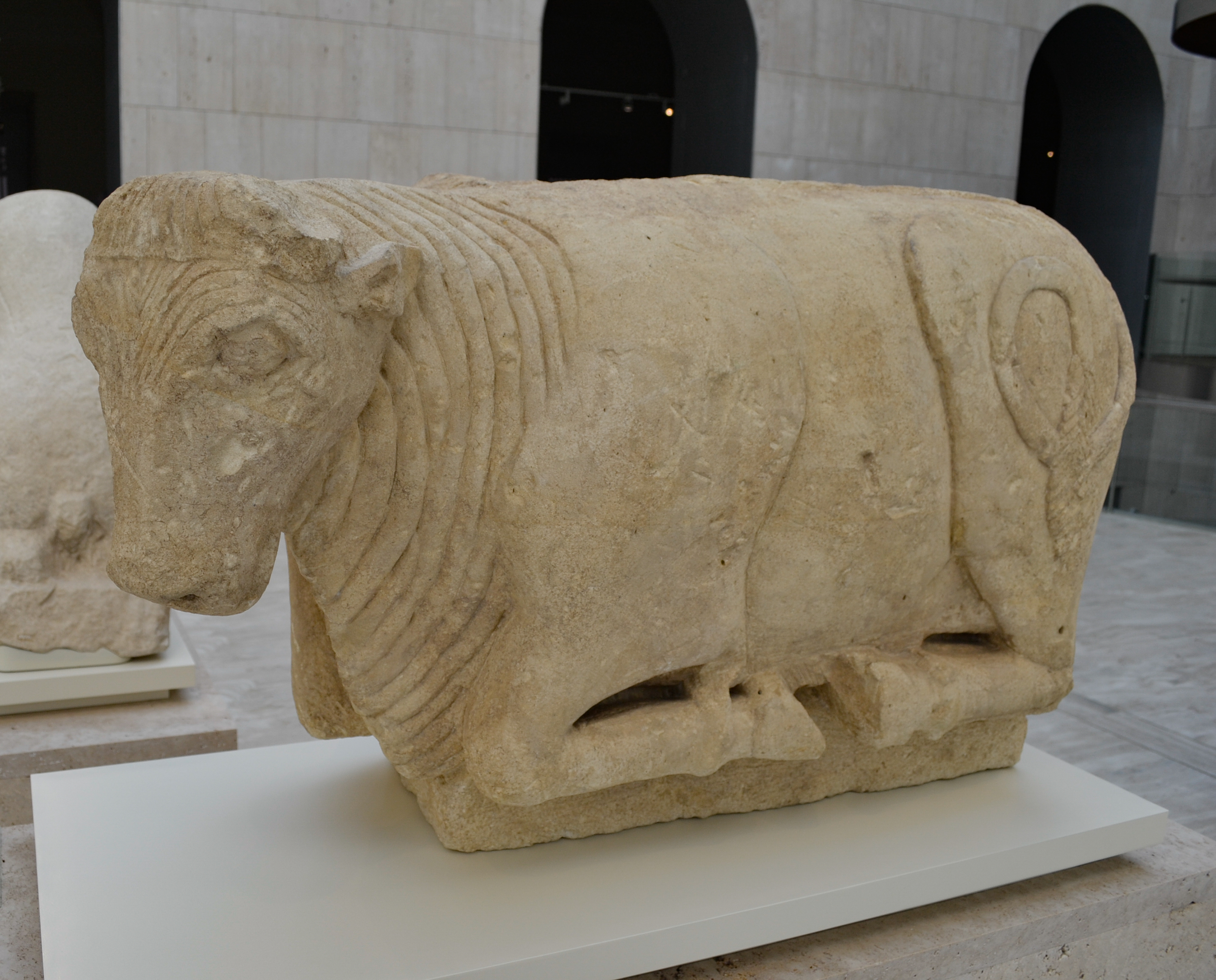
Taureau d'Osuna
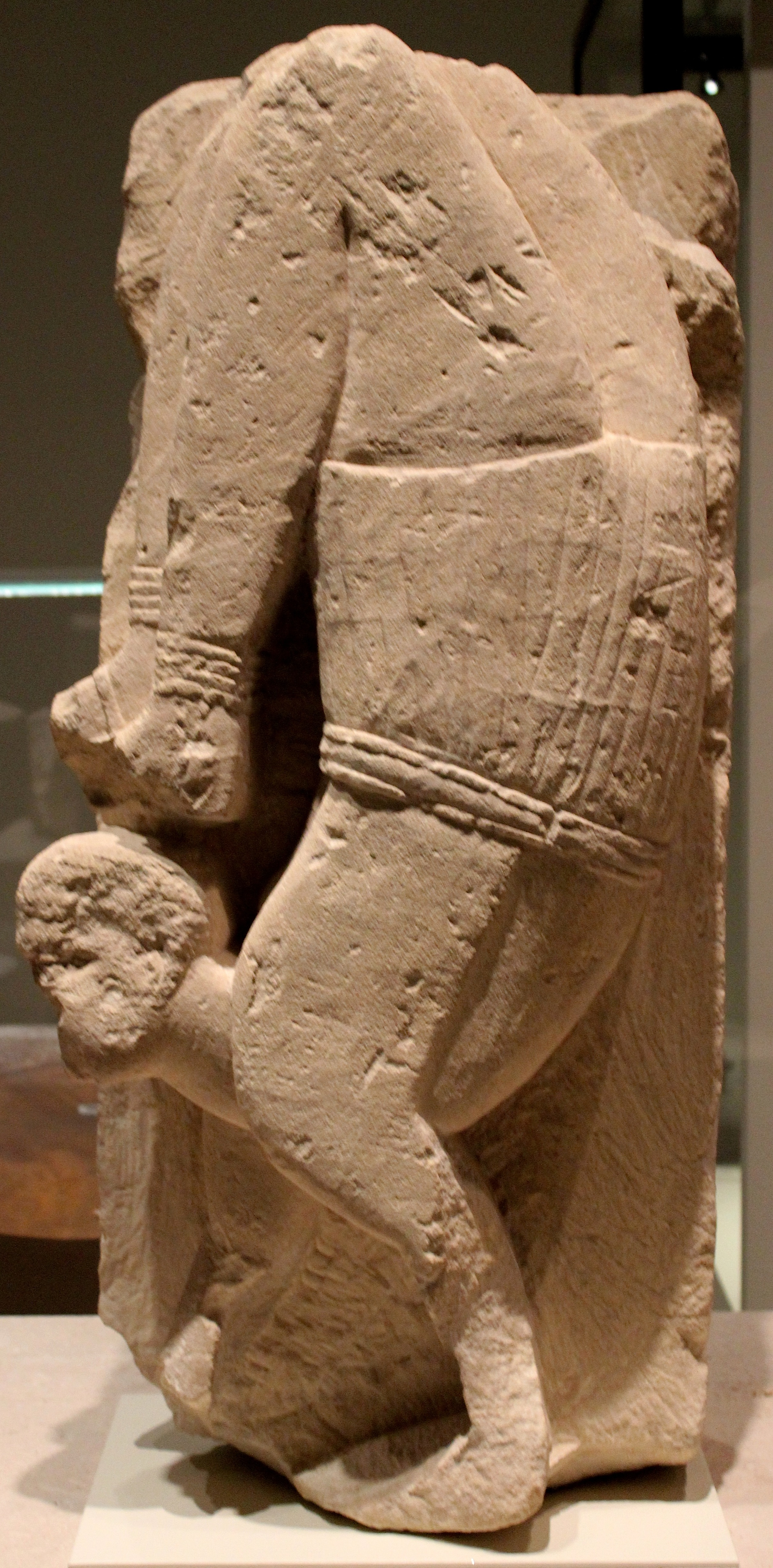
Acrobate d'Osuna

- Sphinx d'Agost
- Griffon de Redován
- Mausolée de Pozo Moro
- Ours de Porcuna

Outre l'ensemble de la sculpture ibérique, la zone abrite également d'autres objets de différentes cultures, comme les taureaux talayotique de Costitx, le couple de Ribadeo de la culture des castros du nord-ouest de la péninsule ibérique, la Dame d'Ibiza, associée à la civilisation punique, ou la roue de fer ibérique, trouvée dans la chambre funéraire de Toya (Peal de Becerro, Jaén), dont la structure était en bois, bordée de rayons et de moyeux en fer forgé rivetés (IVe siècle av. J.-C.).

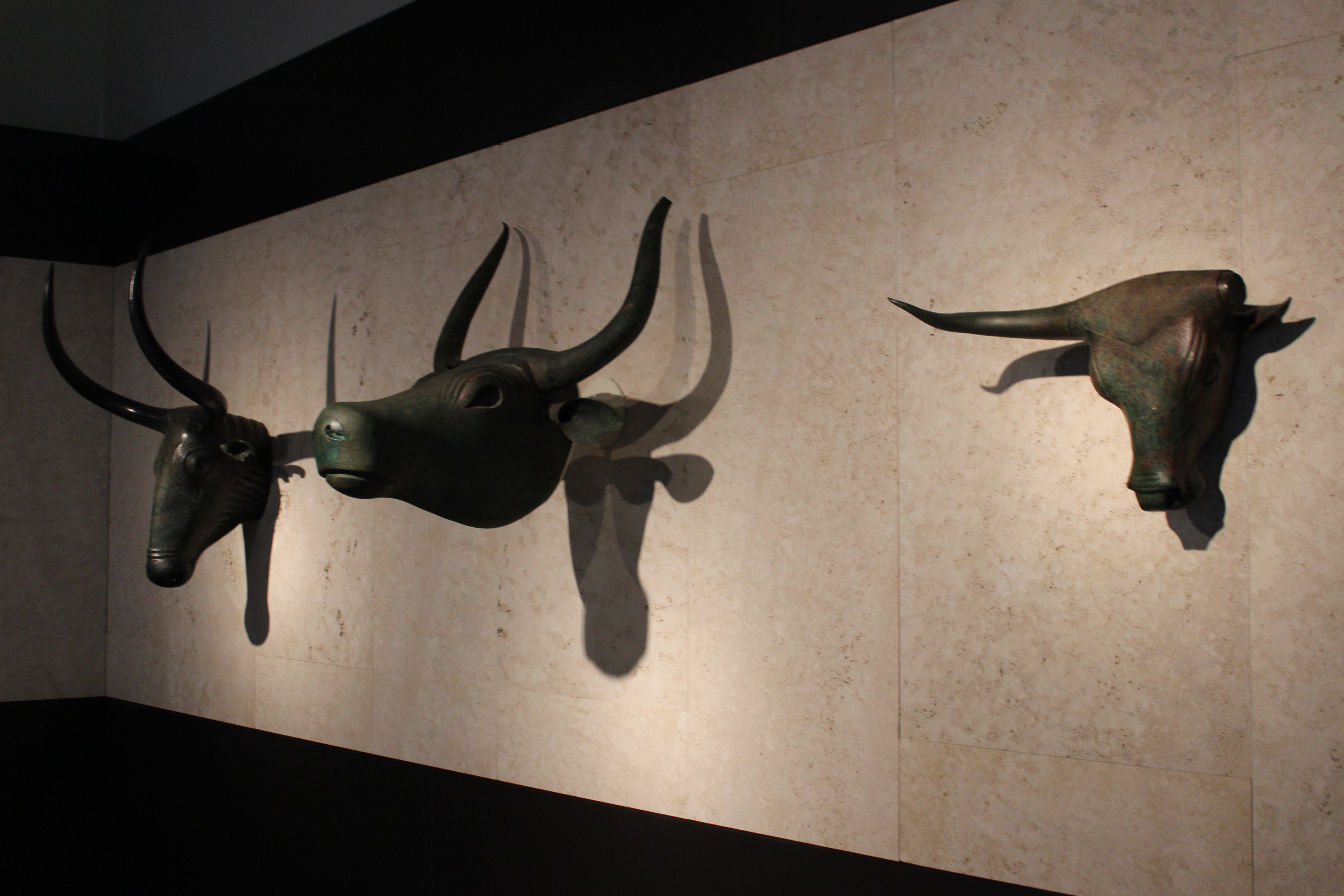
Têtes de taureaux de Costitx
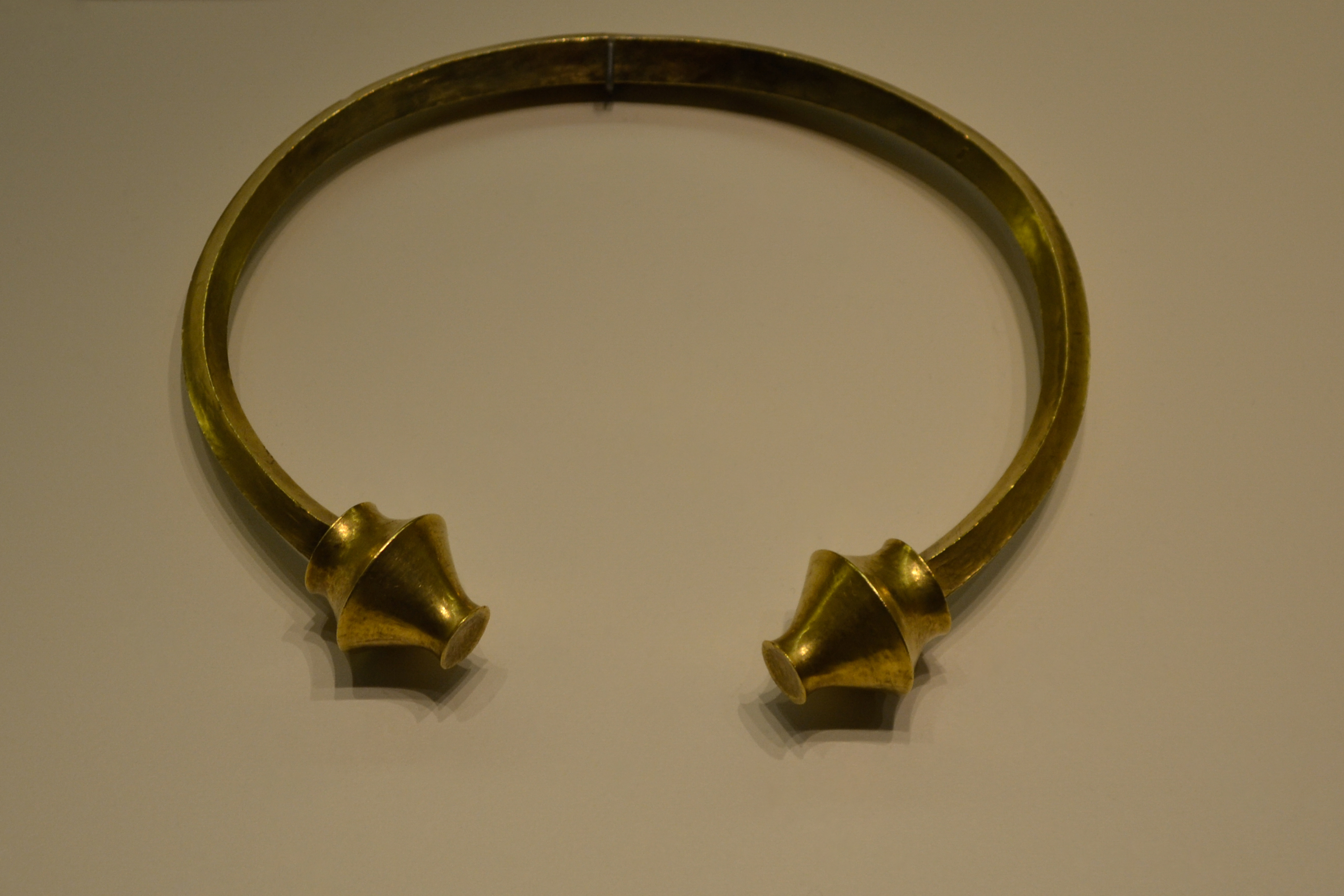
Torque de Ribadeo
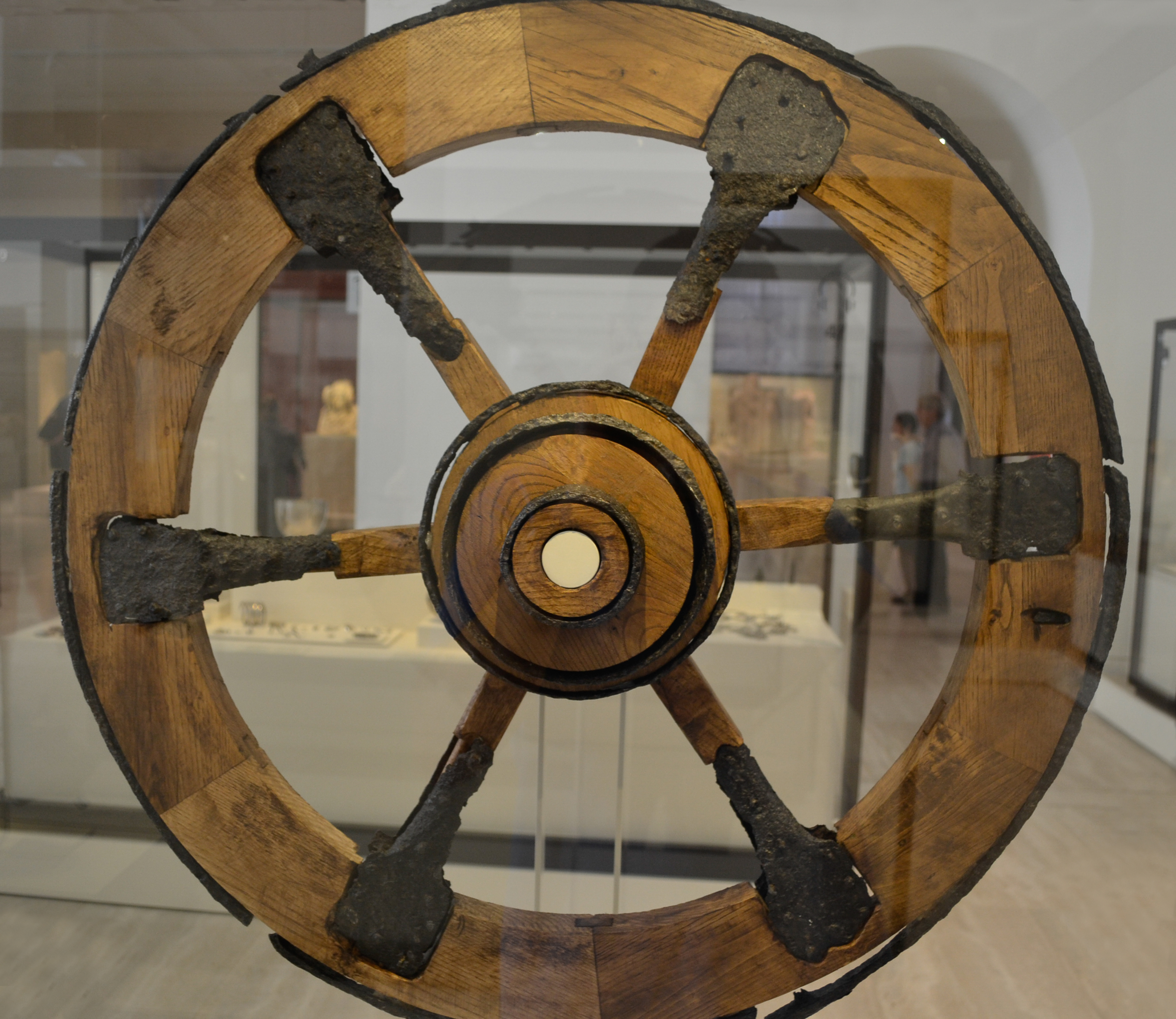
Roue de char de Toya, IVe siècle av. J.-C.

### Éléments phéniciens
- La Dame d'Ibiza, figure d'argile haute de 47 cm, datant du IIIe siècle av. J.-C. Découverte dans la nécropole de Puig des Molins, sur l'île d'Ibiza. Elle a été réalisée à partir d'un moule et sa partie postérieure est creuse. Il est probable qu'elle figure la déesse carthaginoise Tanit, liée à la déesse phénicienne Astarté ;
- La Dame de Galera, figurine féminine ubérale en albâtre du VIIe siècle av. J.-C. Elle représente sans doute la déesse proche-orientale Astarté ;

Figures phéniciennes
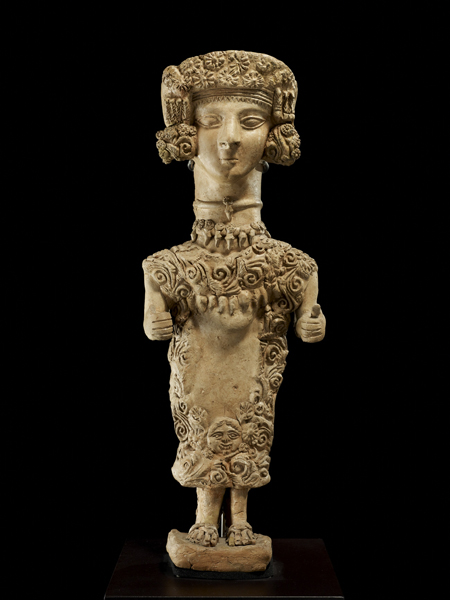
Dame d'Ibiza
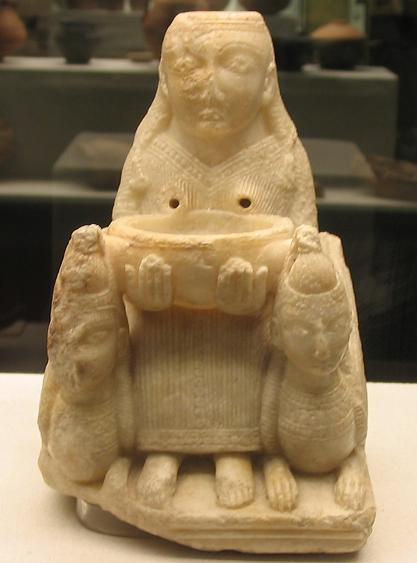
Dame de Galera

- Le Trésor d'Aliseda, trésor d'orfèvrerie du VIe siècle av. J.-C., découvert en 1920 dans une sépulture à Aliseda, province de Cáceres : 62 pièces d'orfèvrerie, éléments indigènes de la culture de Tartessos, de style phénicien, dont un ceinturon en or, un diadème, des boucles d'oreille, des bracelets, des torques, des sceaux et une coupe. La tombe a livré également des amphores phéniciennes, des éléments en argent et une jarre de verre.

Trésor d'Aliseda
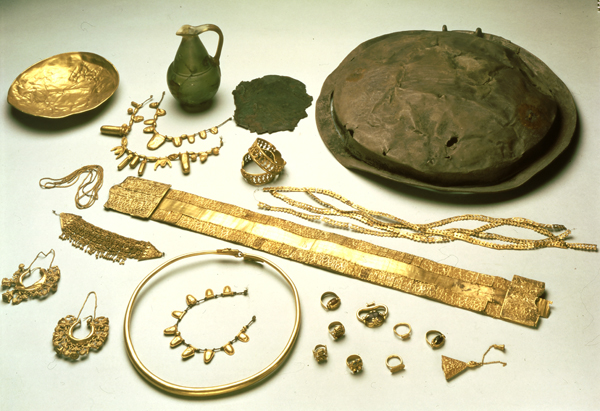
Trésor d'Aliseda
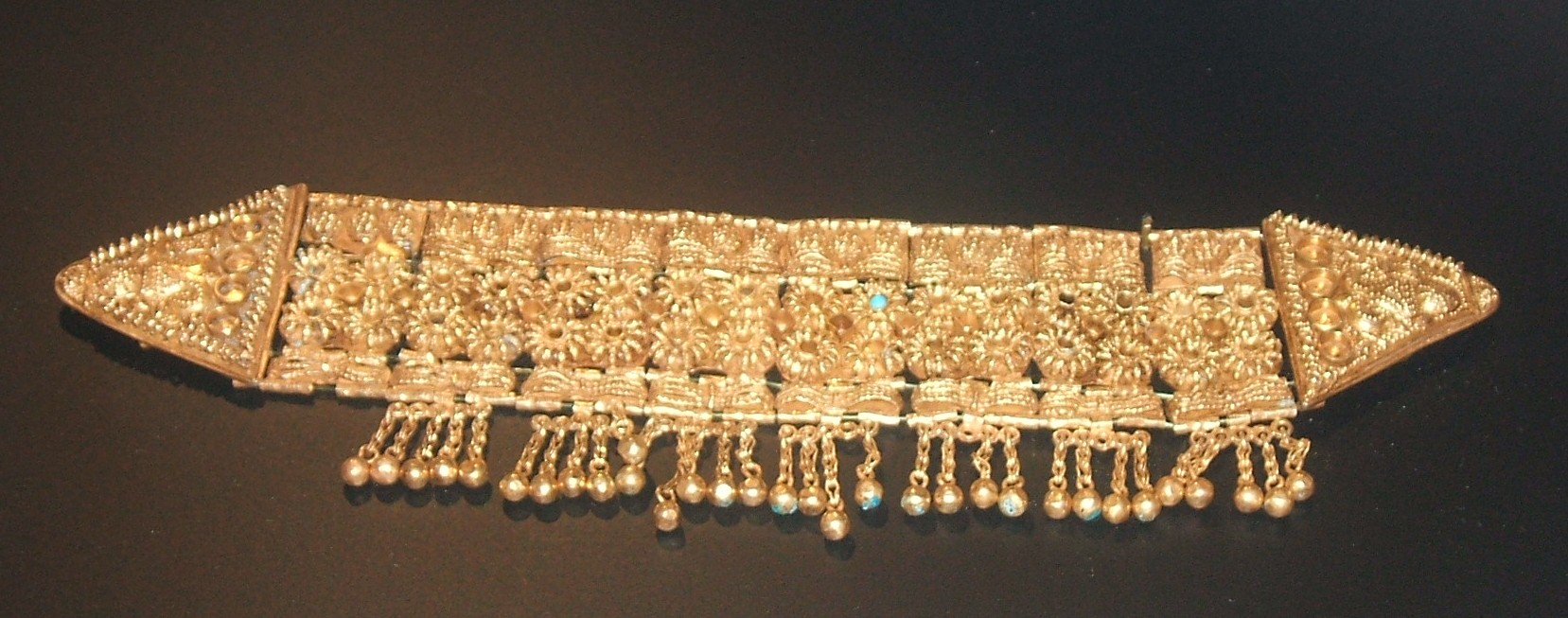
Diadème à pendeloques
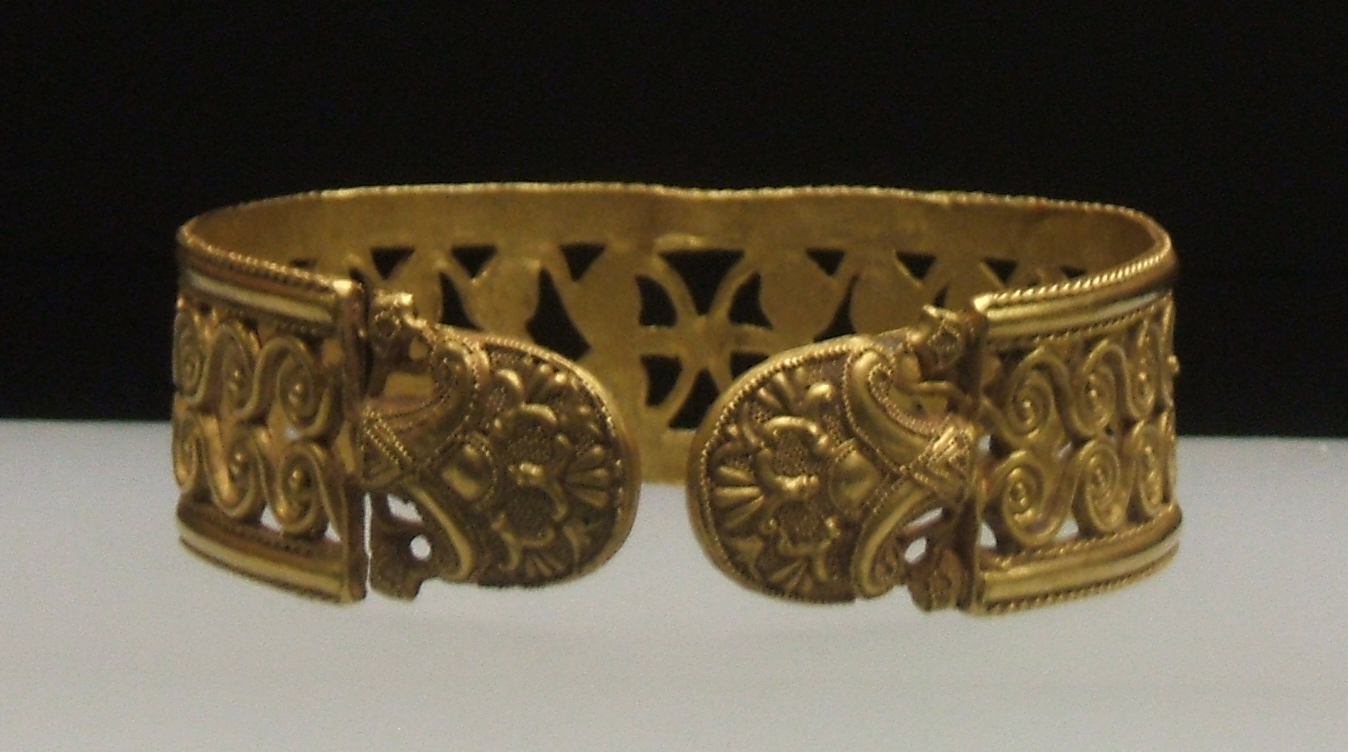
Bracelet
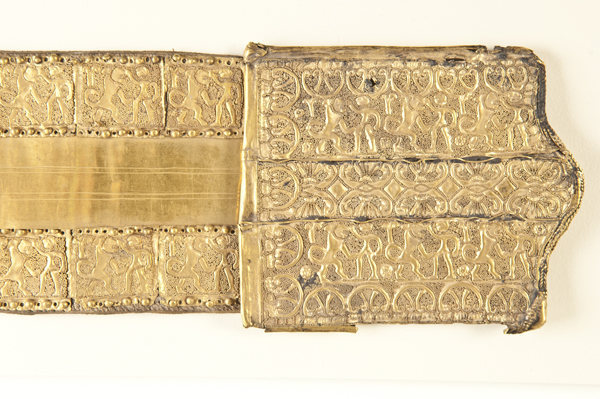
Boucle de ceinture, décor à motifs guerrier
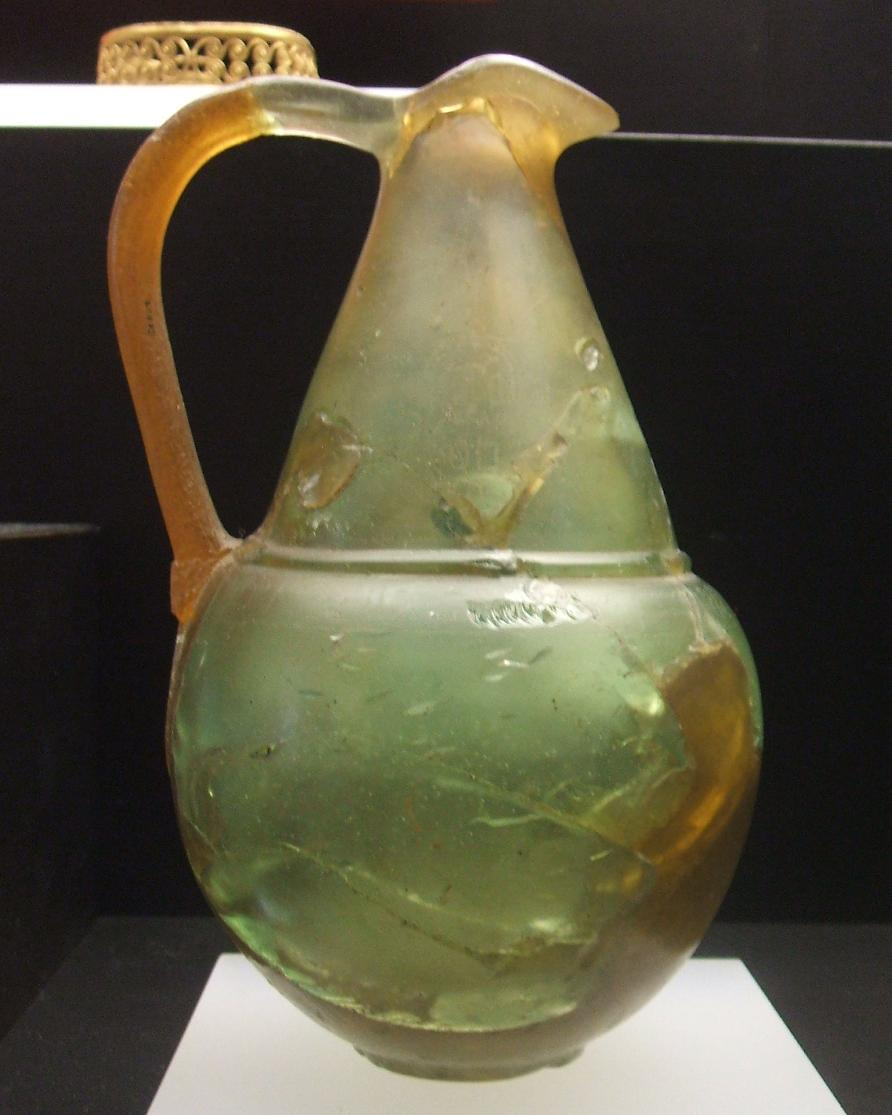
Jarre égyptienne en verre

### Éléments médiévaux
- Trésor de Guarrazar, VIIe siècle
- Pyxide de Zamora

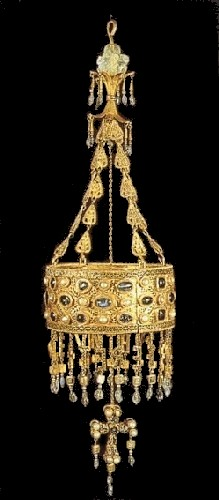
Suspension wisigothe du trésor de Guarrazar
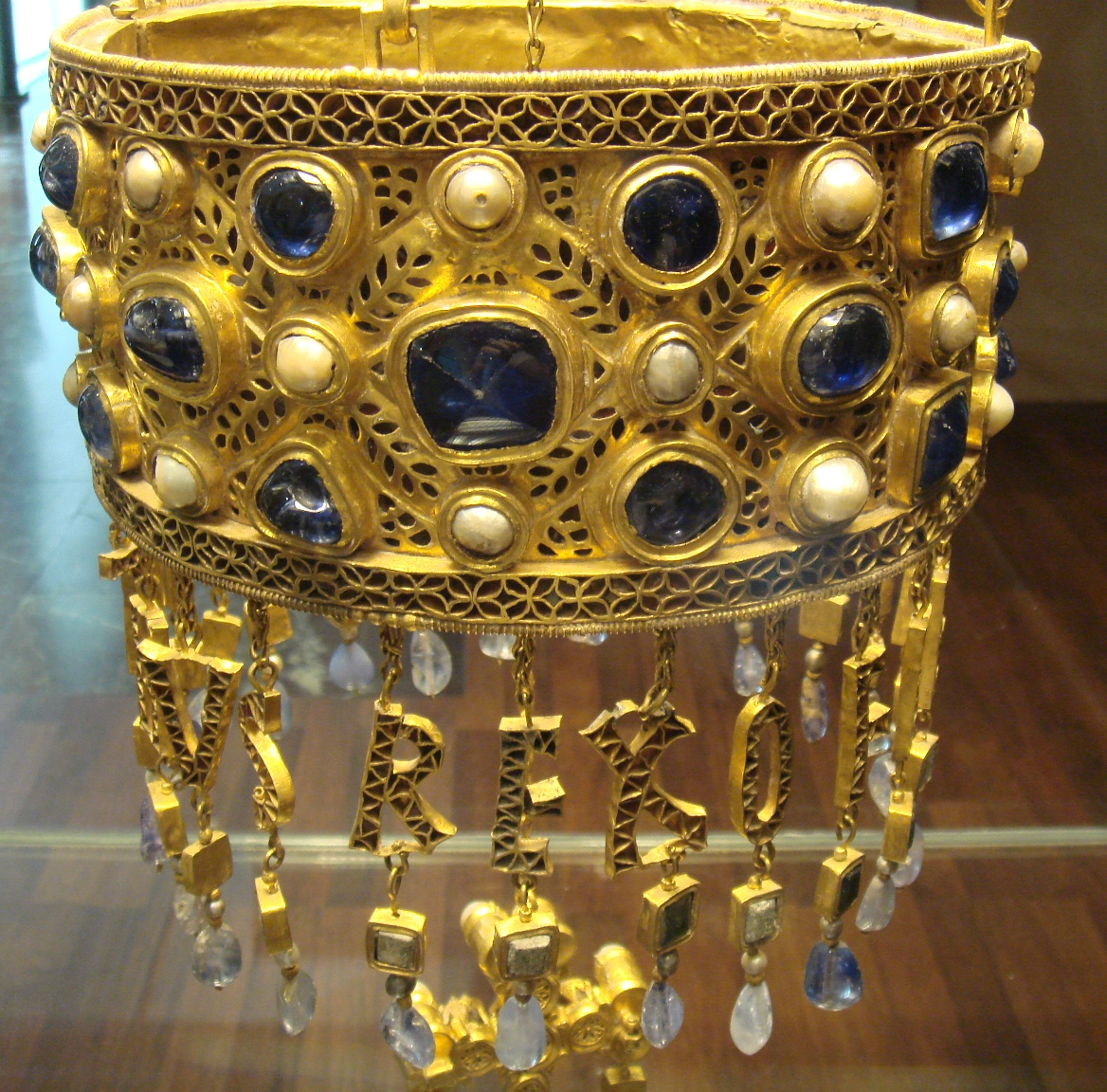
Trésor de Guarrazar, détail de la couronne de Réceswinthe
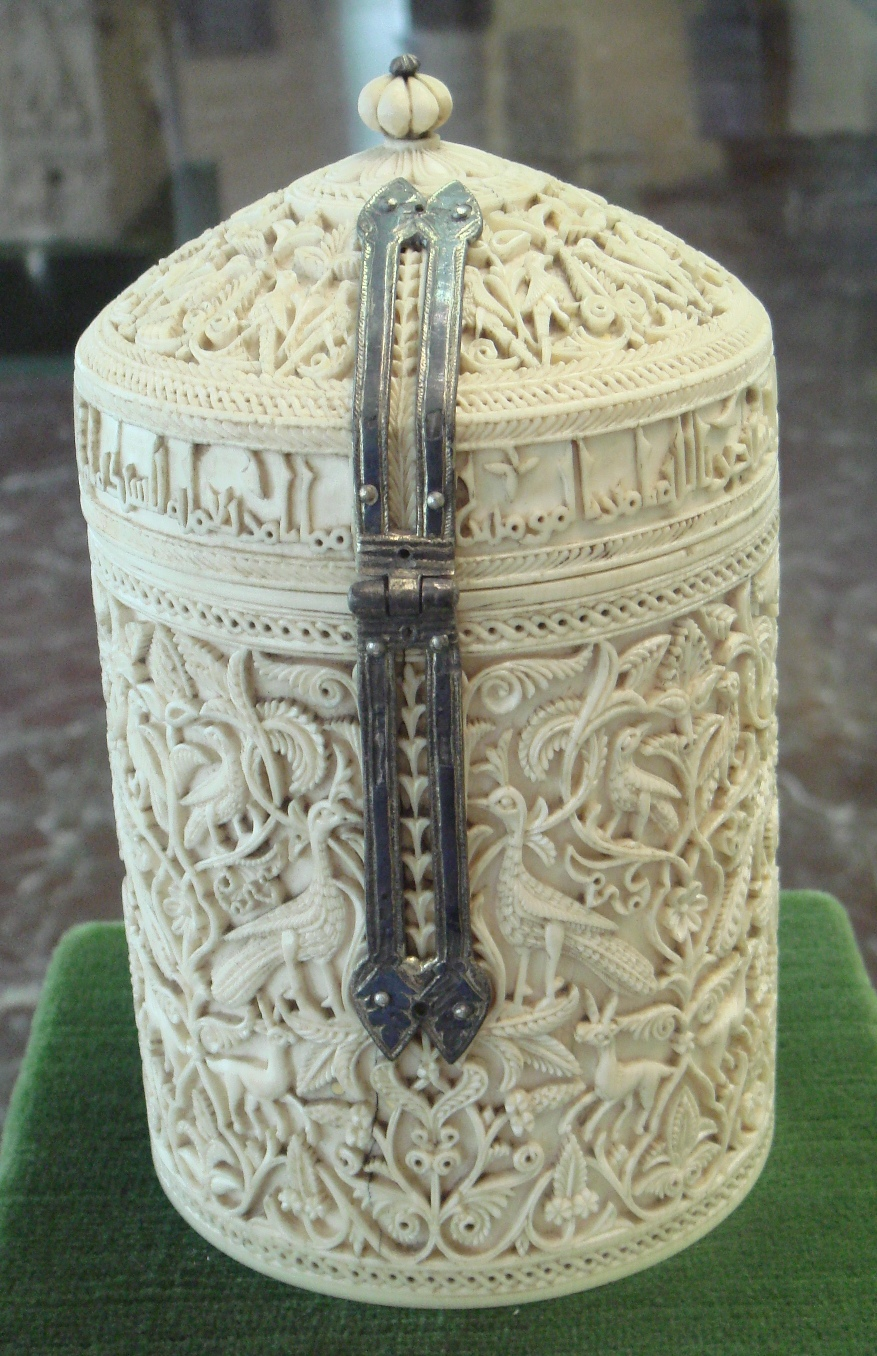
Pyxide de Zamora, boîte en ivoire réalisée à Cordoue en 964, à l'époque du califat.

### Autres
En outre s'y trouvent :
- le putéal de la Moncloa, margelle de puits néo-attique, Ier siècle ;
- L'Orant de Goudéa ;
- une partie du trésor de Torredonjimeno ;
- des momies et sarcophages égyptiens ;
- des céramiques grecques ;
- une collection de mosaïques et sculptures romaines ;
- La Lex Ursonensis, texte de loi en bronze, Ier siècle, Urso, Andalousie ;
- Le Cadran solaire de Baelo Claudia, époque romaine, Bétique, Ier siècle ;
- une collection de manuscrits enluminés dont le Beatus de San Pedro de Cardeña.

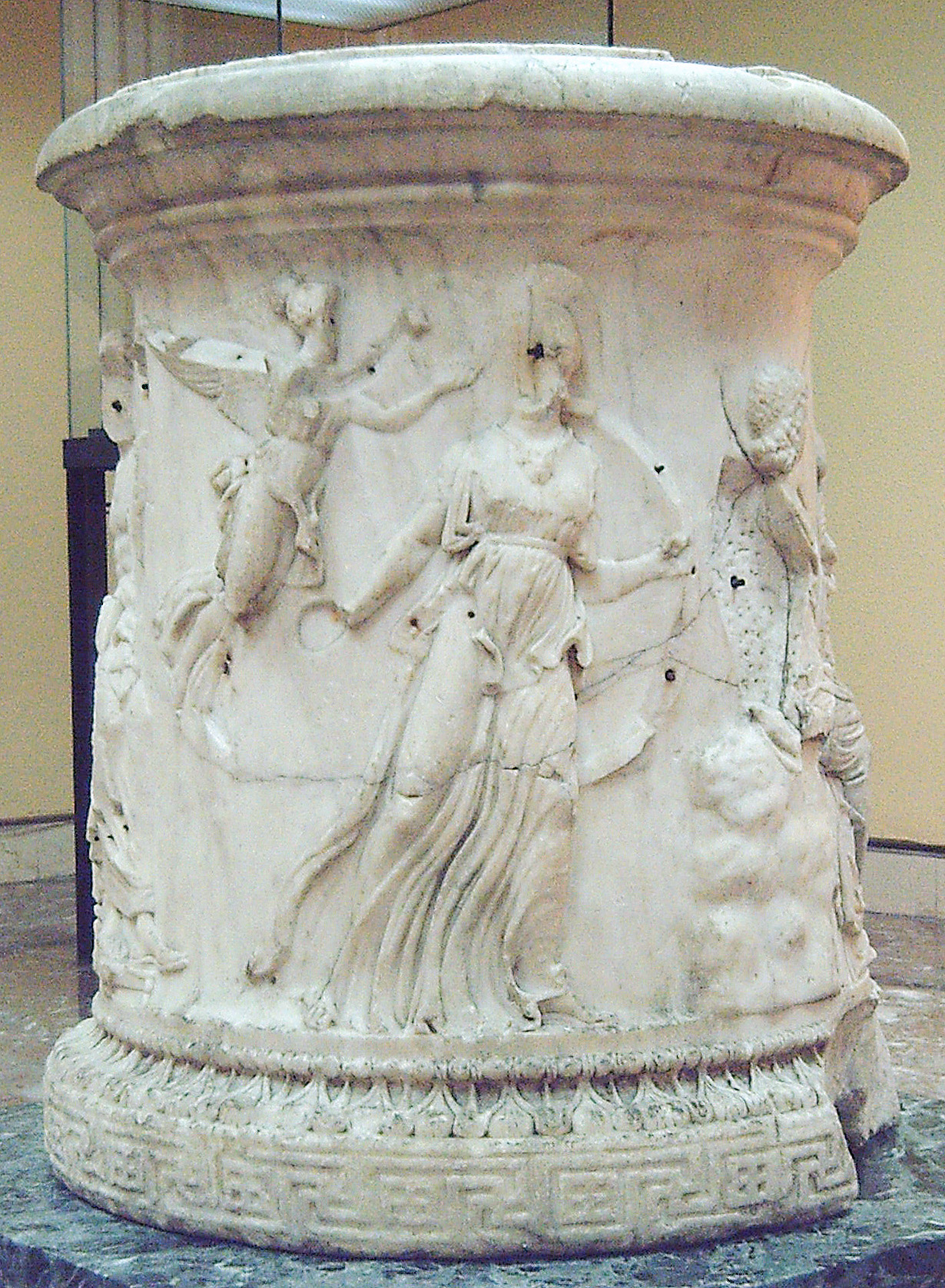
Putéal de la Moncloa
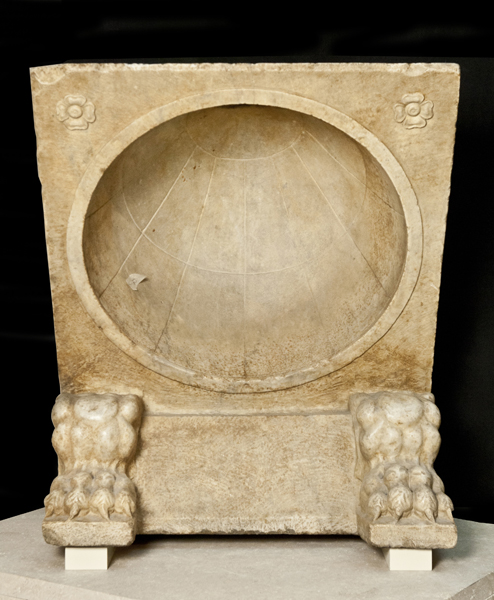
Cadran solaire de Baelo Claudia
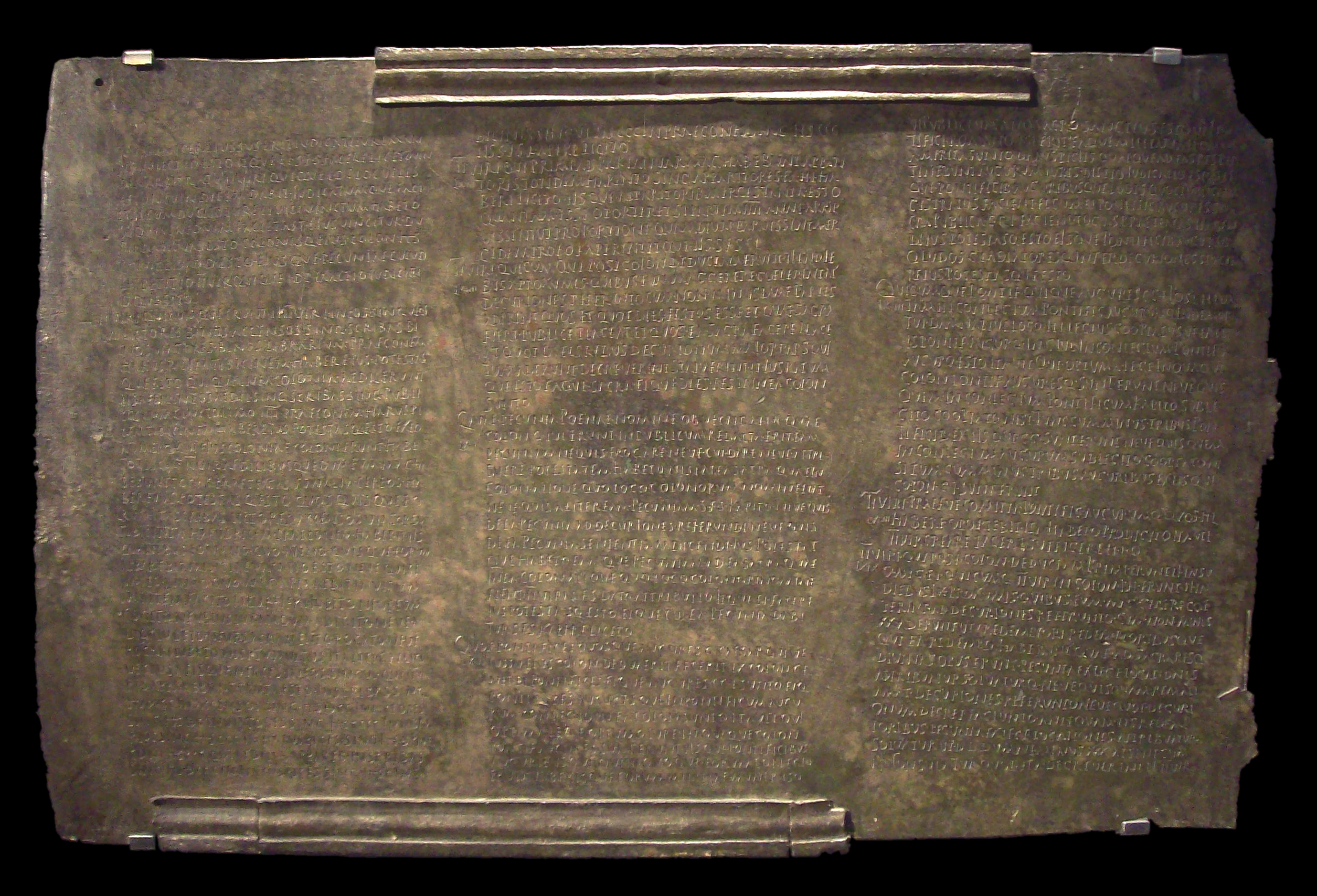
Lex Ursonensis